# Монастырь Святой Троицы (Ханья)
Монастырь Святой Троицы (Агиа Триада Дзангоролон, греч. Μονή Αγίας Τριάδας Τζαγκαρόλων) — ставропигиальный монастырь Константинопольской православной церкви в Греции на Крите, расположенный в центре полуострова Акротири в общине (диме) Ханья в периферийной единице Ханья в периферии Крит.

## История
Монастырь Агиа Триада был построен в начале XVII века двумя братьями из венецианской семьи Зангароли на месте старинной церкви. Церковь построена в византийском стиле, её фасад украшен колоннами ионического и коринфского стилей.
Двери подвала датируются 1613 годом, а надпись на греческом языке на фасаде приурочена к 1631 году. Колокольня была построена к 1864 году, а в 1892 году при монастыре была открыта семинария.
При монастыре открыты музей и библиотека с ценными экспонатами, например, икона Иоанна Богослова датируется примерно 1500 годом, а работа Иммануила Скордилеса «Страшный суд» — XVII веком.
После греческой революции монастырь был восстановлен. В последующие годы он приобрел больше недвижимости и имеет много подворий (метохий), в том числе в Смирне[уточнить].

## Местное сообщество Музурас
В местное сообщество Музурас входят шесть населённых пунктов. Население 268 жителей по переписи 2011 года. Площадь 19,233 квадратных километров.
| Наименование            | Население (2011), человек |
| ----------------------- | ------------------------- |
| Айия-Зони               | 27                        |
| Галини                  | 48                        |
| Калорума                | 53                        |
| Кумарес                 | 0                         |
| Монастырь Святой Троицы | 6                         |
| Музурас                 | 134                       |